# Cornelis Jacobus Schellinger

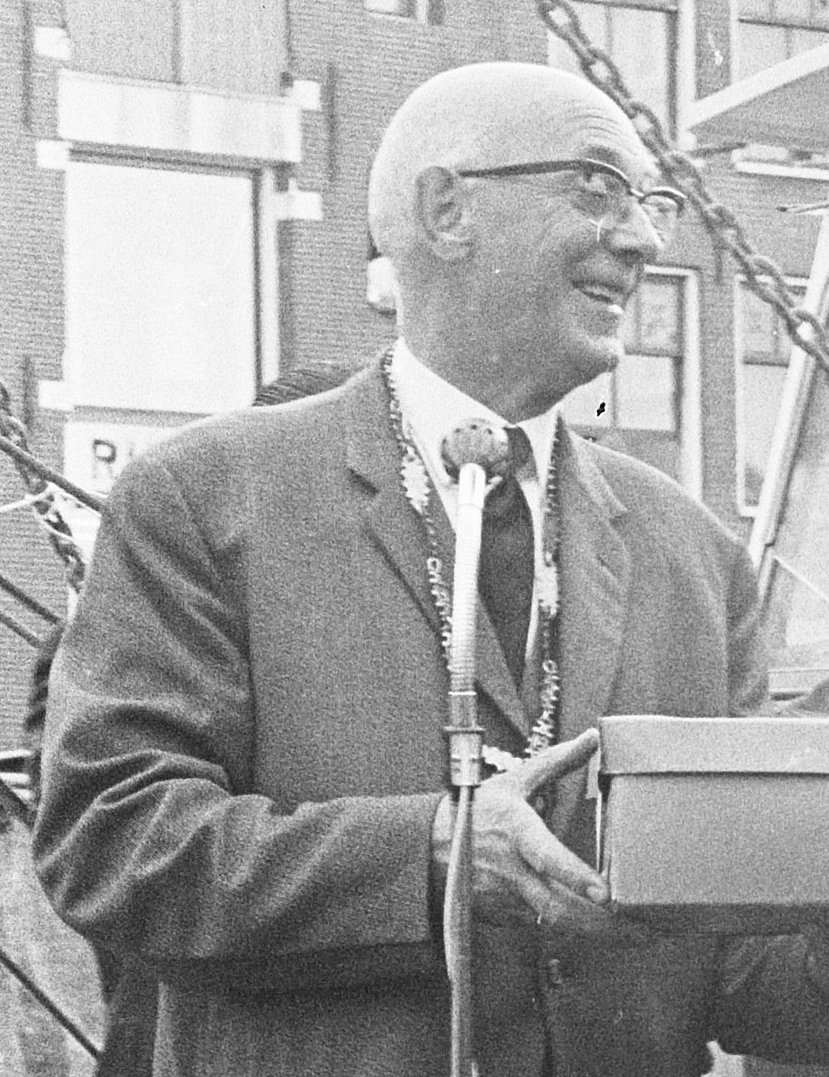
Burgemeester C.J. Schellinger (1963)

Cornelis Jacobus Schellinger (Den Helder, 29 januari 1903 – 27 februari 1991) was een Nederlands politicus van de PvdA.
Hij werd geboren als zoon van Sijbrand Schellinger (1872-1941; schilder) en Cornelia Lips (1880-1945). Hij doorliep de rijks-hbs in zijn geboorteplaats en had daarna enkele banen in het bedrijfsleven voor hij in 1923 zijn ambtelijke loopbaan begon als volontair bij de gemeentesecretarie van Den Helder. Een jaar later werd hij daar aangesteld als klerk en in 1930 volgde promotie tot adjunct-commies. Schellinger was waarnemend gemeente-ontvanger en chef-de-bureau bij de gemeente Den Helder voor hij in mei 1948 burgemeester van Koedijk werd. In 1958 volgde zijn benoeming tot burgemeester van Wieringen wat hij tot zijn pensionering in 1968 zou blijven. Schellinger overleed in 1991 op 88-jarige leeftijd.